# Зоран Янкович
Зоран Янкович (словен. Zoran Janković; нар. 1 січня 1953, Сараорці, Сербія) — словенський бізнесмен і політик. Став відомим 1997 року як президент словенської роздрібної компанії Mercator. З жовтня 2006 до грудня 2011 був мером Любляни, столиці Словенії. У жовтні 2011 року заснував партію Позитивна Словенія, яка виборола більшість голосів на дострокових парламентських виборах 2011. З 11 квітня 2012 — знову мер Любляни.